# Xed...y
Xed...y és la part del nom que es pot llegir al registre 4.25 del Papir de Torí d'un dels faraons de la dinastia IX, que va governar c. 2120-2110 aC. No figura en la Llista d'Abidos ni en la Llista de Saqqara. Tampoc l'esmenten Juli Africà ni Eusebi de Cesarea. Fora del seu nom no se sap res més d'aquest faraó, excepte que va residir a Harakleòpolis. Alguns especialistes consideren que podria ser un governant de la dinastia X.

## Titulatura
| Titulatura | Jeroglífic | Transliteració (transcripció) - traducció - (referències) |

| nswt&bity |

| nswt&bity |

| F30 · D46 | HASH | i | i |

| F30 · D46 | HASH | i | i |

| F30 · D46 | HASH | i | i |

| F30 · D46 | HASH | i | i |

| F30 · D46 | HASH | i | i |

| F30 · D46 | HASH | i | i |

| F30 · D46 | HASH | i | i |

| F30 · D46 | HASH | i | i |

| nswt&bity |

| nswt&bity |

| F30 · D46 | HASH | i | i |

| F30 · D46 | HASH | i | i |

| F30 · D46 | HASH | i | i |

| F30 · D46 | HASH | i | i |

| F30 · D46 | HASH | i | i |

| F30 · D46 | HASH | i | i |

| F30 · D46 | HASH | i | i |

| F30 · D46 | HASH | i | i |